# Varvarin
Varvarin (en serbe cyrillique : Варварин) est une ville et une municipalité de Serbie situées dans le district de Rasina. Au recensement de 2011, la ville comptait 2 133 habitants et la municipalité dont elle est le centre 17 772.

## Géographie

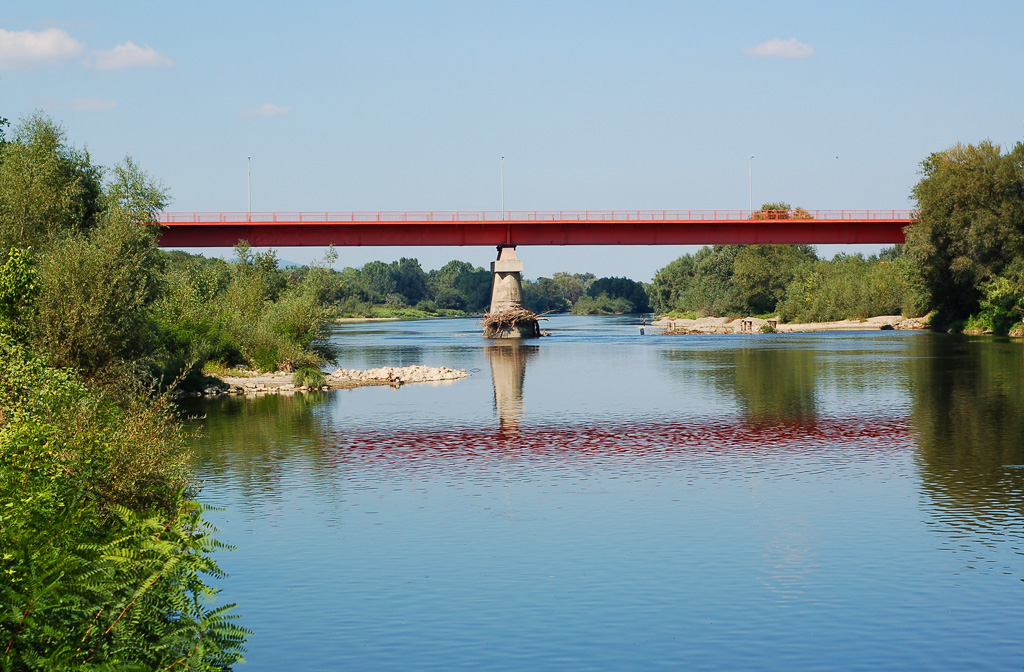
Pont sur la Velika Morava près de Varvarin

Varvarin est située au centre-est de la Serbie. Le territoire de la municipalité correspond en partie à la région de Temnić, un sous-ensemble de la région plus vaste de la Šumadija, entre le Veliko Pomoravlje et le Zapadno Pomoravlje ; il s'étend sur le sud et le sud-est des monts Juhor et sur les contreforts orientaux des monts Gledić, englobant une petite partie de la rive gauche de la Velika Morava et de la Zapadna Morava. L'altitude moyenne y est de 140 m et le sommet le plus élevé du secteur est le Veliki Vetren, point culminant des monts Juhor, qui s'élève à 775 m.
Sur le plan hydrographique, les rivières les plus importantes de la municipalité sont la Velika Morava, la Zapadna Morava et la Kalenićka reka, qui se jette dans la Velika Morava dans la ville même de Varvarin. Dans la région, le principal affluent de la Zapadna Morava est la Vratarska reka dans laquelle se jette le Zalogovački potok et les affluents principaux de la Kalenićka reka sont la Cernička reka et l'Izbenička reka ; la Velika Morava ne compte aucun affluent dans la région de Varvarin. L'une des sources d'eau minérale les plus importantes de la municipalité est la source Soko (en serbe : Soko voda) qui jaillit aux pieds des monts Juhor à une altitude de 220 m ; cette eau est commercialisée sous le nom de Soko.
La municipalité de Varvarin, qui couvre une superficie de 249 km2, est entourée par les municipalités de Paraćin, Jagodina et Rekovac au nord-est, au nord et au nord-oues, par celle de Trstenik à l'ouest et celle de Kruševac au sud.

## Climat
Varvarin ne dispose d'aucune station météorologique. Les données retenues proviennent donc des relevés efféctués dans les villes voisines de Ćuprija et Kruševac. Le climat de la municipalité est de type continental modéré, avec des étés chauds et des hivers froids. La température annuelle moyenne y est d'environ 11,2 °C. Le mois de janvier est le mois le plus froid, avec une moyenne annuelle de −1 °C et les mois les plus chauds sont juillet et août, avec une moyenne comprise en 21 et 22 °C. La moyenne annuelle des précipitations est d'environ 620 mm, avec un creux en février et en mars et un pic en mai et en juin.

## Histoire
Lors du Premier soulèvement serbe, le prince Jevta Brkić, originaire d'Obrež, mena ses hommes contre les Ottomans, participant notamment à la bataille de Deligrad en 1806. Lors de la bataille de Kamenica, en 1809, les habitants de la région de Temnić se firent remarquer pour leur courage et, notamment, Stojan Milićević, originaire de Varvarin. Le 23 septembre 1810, la région de Varvarin fut le théâtre d’une importante bataille entre les Turcs, commandés par Kuršid paša, et une armée composée de 9 000 Serbes et de 3 000 Russes ; les Russes étaient commandés par le comte Joseph Cornelius O'Rourke et, parmi les chefs serbes, on citer Stanoje Glavaš, Hajduk Veljko Petrović et Mladen Milovanović. Jevta Brkić participa à la bataille à la tête de ses hommes. D'autres combattants serbes sont restés célèbres, comme Jovan Kursula, Mileta Radojković, Milosav Zdravković Resavac, Čolak Anta Simeonović, Ilija Barjaktarević et Rajko Obradović de Svilajnac. 
Pendant les guerres balkaniques et lors de la Première Guerre mondiale, Stojan Popović, originaire de Varvarin, mena au combat les habitants de la région de Temnić. Dušan Dodić, originaire de Milutovac, entra le premier à Varvarin en 1918. 
Le 30 mai 1999, un dimanche jour de marché, la ville et ses habitants ont été durement touchés par le bombardement par l'OTAN du pont sur la Velika Morava ; 10 habitants de la ville trouvèrent la mort ; il y eut en outre 17 blessés graves et des dizaines de blessés léger,.

## Localités de la municipalité de Varvarin

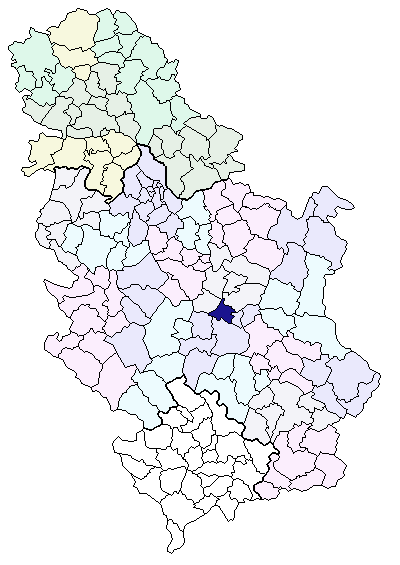
Localisation de la municipalité de Varvarin en Serbie

La municipalité de Varvarin compte 21 localités :
| - Bačina - Bošnjane - Varvarin - Varvarin (selo) - Gornji Katun - Gornji Krčin - Donji Katun - Donji Krčin - Zalogovac - Izbenica - Karanovac | - Mala Kruševica - Marenovo - Maskare - Obrež - Orašje - Pajkovac - Parcane - Suvaja - Toljevac - Cernica |

Varvarin est officiellement classée parmi les « localités urbaines » (en serbe : градско насеље et gradsko naselje) ; toutes les autres localités sont considérées comme des « villages » (село/selo).

## Démographie

### Ville

#### Évolution historique de la population dans la ville
| 1948  | 1953  | 1961  | 1971  | 1981  | 1991  | 2002  | 2011  |
| ----- | ----- | ----- | ----- | ----- | ----- | ----- | ----- |
| 1 090 | 1 100 | 1 165 | 1 519 | 1 937 | 2 306 | 2 198 | 2 133 |

### Municipalité

#### Évolution historique de la population dans la municipalité
| 1948   | 1953   | 1961   | 1971   | 1981   | 1991   | 2002   | 2011   |
| ------ | ------ | ------ | ------ | ------ | ------ | ------ | ------ |
| 26 088 | 26 744 | 26 423 | 26 143 | 25 779 | 23 821 | 20 122 | 17 772 |

## Politique
À la suite des élections locales serbes de 2008, les 41 sièges de l'assemblée municipale de Varvarin se répartissaient de la manière suivante :
| Parti                                                                         | Sièges |
| ----------------------------------------------------------------------------- | ------ |
| Mouvement serbe du renouveau                                                  | 13     |
| Parti démocratique de Serbie                                                  | 7      |
| Parti socialiste de Serbie - Parti des retraités unis de Serbie - Serbie unie | 5      |
| Parti radical serbe                                                           | 5      |
| Parti démocratique                                                            | 5      |
| Parti libéral-démocrate                                                       | 2      |
| G17 Plus                                                                      | 2      |
| Liste « Justice et équité pour notre municipalité »                           | 2      |

Zoran Milenković, membre du Mouvement serbe du renouveau, a été élu président (maire) de la municipalité.

## Culture
La maison de la culture Heroj Mirko Tomić (en serbe : Dom kulture Heroj Mirko Tomić) est la principale institution culturelle de Varvarin ; elle organise des manifestations littéraires, musicales ou cinématographiques et dispose d'une bibliothèque de plus de 33 000 ouvrages.

## Éducation
Varvarin possède une école maternelle, Naša radost (« Notre joie »), ainsi que l'école élémentaire Jovan Kursula ; quatre autres écoles élémentaires (osnovna škola) sont situées dans les villages alentour : l'école Sveti Sava à Bačina, l'école Dragi Makić à Bošnjane, l'école Mirko Tomić à Obrež et l'école Heroj Mirko Tomić à Donji Krčin, chacune étant dotée d'annexes dans d'autres localités ou hameaux de la municipalité.
Vavarin possède également un établissement d'études secondaires, créée en 1965 comme une annexe du Lycée de Kruševac et transformée en école technique en 1990.

## Sport
Le centre des sports Temnić (en serbe : Sportski centar Temnić) possède une salle qui peut accueillir 1 000 spectateurs ; on peut y pratiquer le basket-ball, le volley-ball, le football, le handball et le tennis de table. Le KK Temnić est un club de basket-ball basé à Varvarin. 
La municipalité compte plusieurs clubs de football comme le FK Temnić à Varvarin, le FK Mladi radnik à Bačina, le FK Juhor à Obrež, le FK Mladost à Toljevac, le FK Mladost à Donji Katun, le FK Rubin à Zalogovac, le FK Borac à Gornji Katun, le FK Kiseljak à Orašje, le FK Bošnjane à Bošnjane, le FK Maskare à Maskare, le FK Čukarički à Mala Kruševica, le FK 14 oktobar à Izbenica et le FK Jovan Kursula à Varvarin (selo).

## Tourisme
La municipalité de Varvarin conserve des vestiges remontant à la Préhistoire, et, notamment, trois nécropoles, à Đerđelin, à Selište et à 
Gornji Katun, ainsi que quelques ruines de constructions datant de l'époque romaine, dont celles d'une forteresse à Maskare. Le Moyen Âge a également laissé des traces, monuments funéraires à Bačina et Maskare, vestiges de fortification à Pajkovac, dans les contreforts du mont Juhor, ou encore l'église d'Orašje. De nombreuses églises de la région datent des XIXe et XXe siècles, comme l'église et le cimetière de Varvarin, l'église Saint-Jean d'Orašje, l'église Sveta-Petka de Pajkovac, l'église Saint-Élie d'Obrež, l'église Notre-Dame de Karanovac etc. Près de Varvarin, au bord de la Kalenićka reka, se trouve le Moulin princier (en serbe : Kneževa vodenica), une construction en bois qui date du XIXe siècle.

## Coopération internationale
Varvarin a signé des accords de partenariat avec les villes suivantes :
- Rakovski (Bulgarie)
- Ravne na Koroškem (Slovénie)
- Vilnius (Lituanie)